# 397
397 foi um ano comum do século IV que teve início e terminou a uma quinta-feira, segundo o Calendário Juliano. A sua letra dominical foi D. Segundo o horóscopo chinês, foi o ano do Galo.
| Ano completo                        |
| ----------------------------------- |
| Ano comum com início à quinta-feira |

## Mortes
- Ambrósio de Milão, bispo de Milão. (n. 340)